# Sagina maxima
Sagina maxima là loài thực vật có hoa thuộc họ Cẩm chướng. Loài này được A. Gray miêu tả khoa học đầu tiên năm 1858.